# Karolinenreuth
Karolinenreuth (früher auch Fasanengarten genannt) ist ein Gemeindeteil der kreisfreien Stadt Bayreuth im bayerischen Regierungsbezirk Oberfranken. Karolinenberg liegt in der Gemarkung Oberkonnersreuth.

## Geografie
Der ehemalige Weiler ist seit den 1990er Jahren zu einer Neubausiedlung geworden. Sie liegt am Aubach, der unmittelbar nördlich von Karolinenreuth als linker Zufluss in den Sendelbach mündet. Eine Gemeindeverbindungsstraße führt nach Fürsetz (0,4 km östlich) bzw. zu einer in der Gemarkung Thierbach gelegene Siedlung (1 km westlich). Ein Anliegerweg führt nach Karolinenhöhe (0,3 km südlich).

## Geschichte
Gegen Ende des 18. Jahrhunderts bestand Karolinenreuth aus einem Anwesen. Die Hochgerichtsbarkeit stand dem bayreuthischen Stadtvogteiamt Bayreuth zu. Die Grundherrschaft über das Gut hatte das Hofkastenamt Bayreuth. Ursprünglich war dieses eine Fasanerie.
Von 1797 bis 1810 unterstand der Ort dem Justiz- und Kammeramt Bayreuth. Mit dem Gemeindeedikt wurde Karolinenreuth dem 1812 gebildeten Steuerdistrikt Oberkonnersreuth und der zugleich gebildeten Ruralgemeinde Oberkonnersreuth zugewiesen. Am 1. Januar 1972 wurde Karolinenreuth im Zuge der Gebietsreform in Bayern nach Bayreuth eingemeindet.

### Einwohnerentwicklung
| Jahr      | 001819 | 001822 | 001861 | 001871 | 001885 | 001900 | 001925 | 001950 | 001961 | 001970 | 001987 |
| Einwohner | 10     | 2      | 16     | 21     | 12     | 17     | 11     | 8      | 2      | 2      | 25     |
| Häuser    |        | 2      |        |        | 2      | 2      | 2      | 1      | 1      |        | 7      |
| Quelle    | [ 8 ]  | [ 6 ]  | [ 9 ]  | [ 10 ] | [ 11 ] | [ 12 ] | [ 13 ] | [ 14 ] | [ 15 ] | [ 16 ] | [ 1 ]  |

## Religion
Karolinenreuth ist evangelisch-lutherisch geprägt und nach St. Johannis gepfarrt.